# Kasteel van Aulnois
Het Kasteel van Aulnois (Frans: Château d'Aulnois) (Duits: Schloss Erlen) is een kasteel in de Franse gemeente Aulnois-sur-Seille. Het kasteel is een beschermd historisch monument sinds 1963.